# クンバ
クンバ(Kumba)は、カメルーンの南西州の都市。
2012年の人口は17万3049人。
市民の約75%が若者である。
国道8号線と国道15号線がクンバで合流する。

## 経済
ココアや椰子油、材木の集散地である。
カメルーンの英語圏地域の交通の要所である。
多くのナイジェリア人が訪れる。

## 地理
クンバは南西州最大の都市であり、殆どの主要道路がクンバから放射状に伸びる。
尚、州都はブエアである。
国内最大の火山弧であるバロンビ・ムボが有る。

## 交通
カムレールの西の終点である。

## 言語・民族
住民の殆どが英語とピジン言語、1つ以上の現地語を話す。
主要先住民はバファウ人で、バファウ・バロン語(ドゥアラ語やムボー語、マネングバ語、南バントゥー語族に似ている)を話す。
バファウ人はHRH Fon Victor Esemisongo Mukete 最高首長に統治されている。
彼は現在カムテル(通信会社)や、ムケテ農業有限会社(200km2以上を保有)を率いている。
クンバは国際都市である為、バファウ人は人口の数%に過ぎない。
文化の多くが失われたが、言葉はまだ老人によって保存されている。

## 著名人

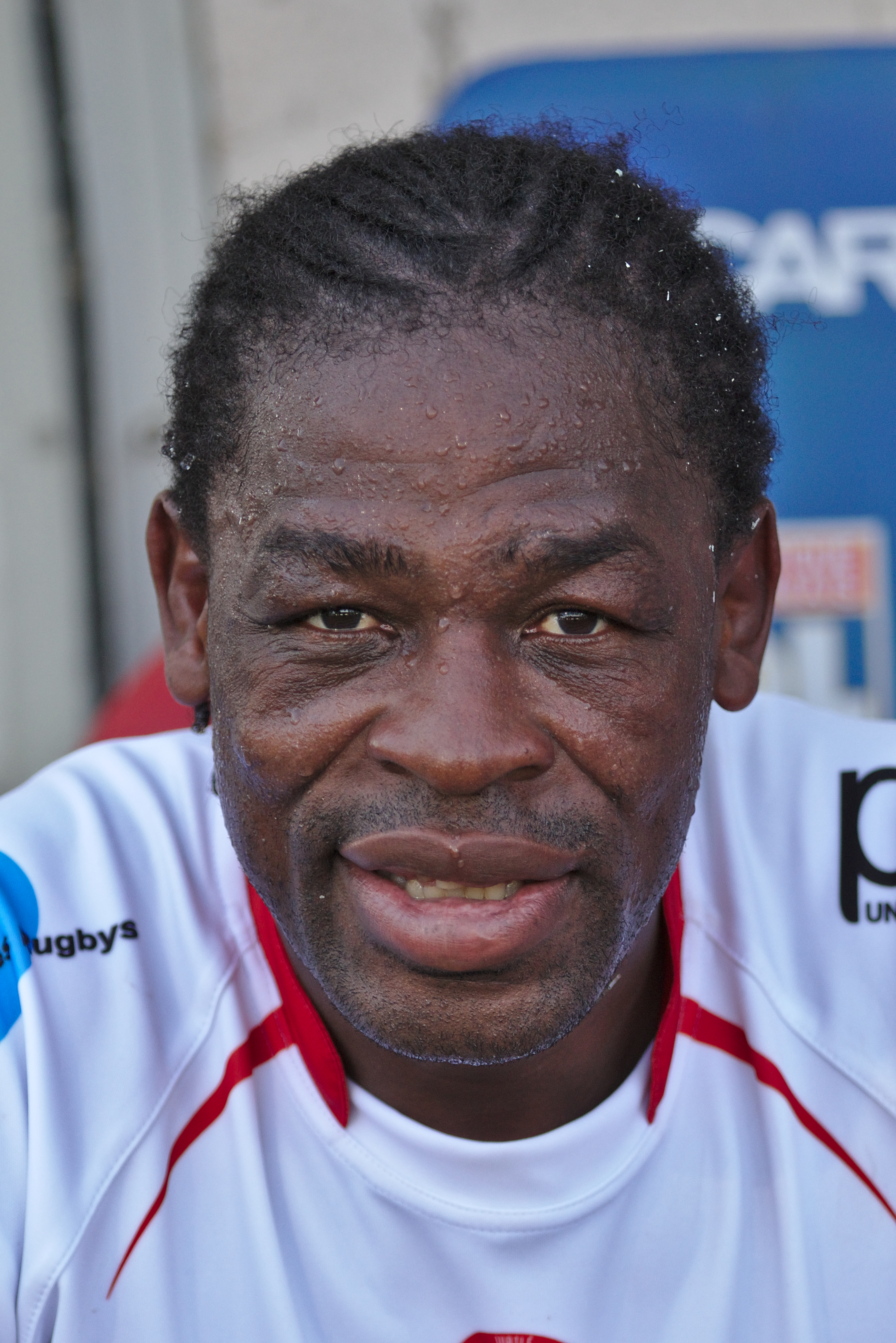
セルジュ・ベッツェン

- セルジュ・ベッツェン(Serge Betsen Tchoua)：1974年3月25日～。ラグビー選手。イングランドのコヴェントリーのロンドン・ワスプスに所属。

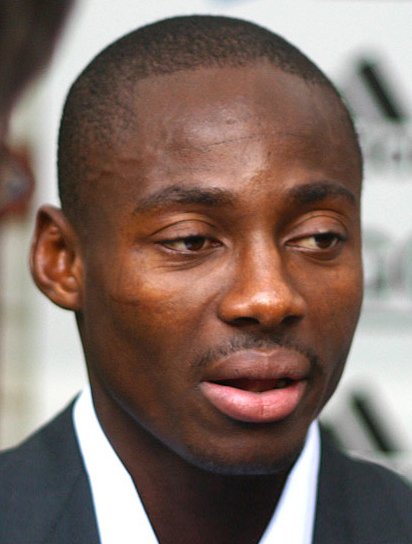
エヨング・エノー

- エヨング・エノー(Eyong Tarkang Enoh)：1986年8月10日～。サッカー選手。カメルーン代表。ベルギーのリエージュのスタンダール・リエージュに所属。